# Pataki István (labdarúgó)
Pataki István, született Pável István (1923–2012)  magyar labdarúgó.

## Pályafutása
A Dózsa MaDISz és az Ácsi Kinizsi után 1952-ben a Bp. Kinizsi labdarúgója volt.